# Henry Marion Durand
Pour les articles homonymes, voir Durand (patronyme).
Henry Marion Durand, né le 6 novembre 1812 à Coulandon (France) et mort le 1er janvier 1871 à Tonk (auj. Tank (Pakistan), est un officier, administrateur et explorateur britannique.

## Biographie
Fils illégitime du major Henry Percy et de Marion Durand, une Française que Percy a rencontrée alors qu'il était prisonnier de guerre lors des guerres napoléoniennes, Henry Marion Durand perd ses parents dans l'enfance et est confié à un ami de la famille, M. Deans.
Il faut ses études à l'Addiscombe Military Seminary (en),.
Henry Marion Durand est connu pour ses études avec William Erskine Baker (1808-1881) des terrains des monts sous-himalayiens dans lesquels il découvrit en 1836 des mâchoires supérieures de singe qu'il attribue au Semnopithecus fossilus, une espèce de semnopithèque de grande taille.
Comme officier, major général, il prend part à la Première Guerre afghane où il se distingue puis à la seconde Guerre anglo-sikhe (1848-1849) où il participe aux batailles de Chillianwala et Gujrat puis, en 1857 à la révolte des cipayes.
En 1870, il est nommé gouverneur général du Penjab (1870-1871).
Il meurt lors d'un accident, écrasé par un éléphant,.
Il est le père de Henry Mortimer Durand.